# Мілоцин (Підкарпатське воєводство)
Мілоцин (пол. Miłocin) — село в Польщі, у гміні Глогув-Малопольський Ряшівського повіту Підкарпатського воєводства. Населення — 745 осіб (2011).
У 1975-1998 роках село належало до Ряшівського воєводства.

## Демографія
Демографічна структура станом на 31 березня 2011 року:
|          | Загалом | Допрацездатний вік | Працездатний вік | Постпрацездатний вік |
| -------- | ------- | ------------------ | ---------------- | -------------------- |
| Чоловіки | 367     | 67                 | 251              | 49                   |
| Жінки    | 378     | 65                 | 213              | 100                  |
| Разом    | 745     | 132                | 464              | 149                  |